# Schizotheca aviculifera
Schizotheca aviculifera is een mosdiertjessoort uit de familie van de Phidoloporidae. De wetenschappelijke naam van de soort is voor het eerst geldig gepubliceerd in 1925 door Ferdinand Canu en Ray Smith Bassler.